# 松原地区 (四日市市)
松原地区（まつばらちく）は、三重県四日市市北部の富洲原地区の3地区（富田一色地区・天ヶ須賀地区・松原地区）の1つ。
明治時代以前は朝明郡の富田六郷所属の松原村であった。その後は町村制の施行で富洲原村の一部となり、朝明郡（三重郡）富洲原村大字松原から三重郡富洲原町大字松原となり、四日市市合併後の現在は四日市市北部の富洲原地区に所属している。地区名の松原から町名となった松原町全域・平町全域・富州原町の（富田一色地区所属の甚五兵衛町自治会を除く）大部分が松原地区の区域であり、松原連合自治会を構成している。

## 住所構成
1. 四日市市松原町
2. 四日市市平町
3. 四日市市富州原町（富田一色地区の甚五兵衛町自治会と天ヶ須賀地区の富洲園団地に所属する富洲原地区市民センターを除く地域）

### 四日市市松原町
松原町（まつばらちょう）の2011年（平成23年）の四日市市が集計した人口統計では世帯数が461軒、総数が1147人（男性567人、女性580人）である。富洲原地区には3地区（富田一色地区・天ヶ須賀地区・松原地区）があり松原地区の地名である「松原」が由来で、松原の本村地域が四日市市松原町となった。松原の石取祭では、松原第1組（本松町自治会・東松武町自治会・西松武町自治会・東八風町自治会・西八風町自治会）、松原第2組（新栄町自治会・錦町自治会・サニーハイツマンション自治会・松ヶ枝町自治会）で構成されている。
北側の平町との境界は三重県道26号四日市多度線、東側の富州原町との境界は国道1号、南側の富田地区との境界は東海旅客鉄道関西本線の線路、西側の西富田町との境界は農業用水である小川である。近鉄名古屋線の西側が西松武町自治会・西八風町自治会の南部。東側が東松武町自治会・東八風町自治会の南部・本松町自治会・松ヶ枝町自治会の西部・新栄町自治会の大部分・錦町自治会の西部・東洋紡績富田工場社宅の旧宮町自治会跡地のサニーハイツマンション自治会で構成されている。
聖武天皇と万葉集ゆかりの史跡、聖武天皇社がある。松原地区の旧家田村家が明治時代まで氏子として守ってきた。富田一色からの分家として伊藤家・生川家・樋口家・鈴木家の男子が移住して松原地区民となったケースや、川越町から松原地区に移住してきたなど近隣の富田一色地区出身や川越町出身の住民もいるが、富田一色・天ヶ須賀地区と比較して昭和時代以降に松原地区民となった新規住民が多い。
毎年7月に松原の石取祭が聖武天皇社と四日市市立松原公園を中心に開催されている。聖武天皇社は三重郡富洲原町時代は東洋紡績社宅で構成された松原宮町自治会に所属していた。南側には四日市市立の松原公園が、東側の国道1号沿いには四日市北警察署と四日市松原郵便局が隣接しており、北側には東洋紡績の宮町社宅が立地していたが、平成時代になり社宅跡地に創価学会の四日市北文化会館と飲食店などが立地している。位牌堂には富洲原地区の戦没者の位牌が333柱建立されている。

### 四日市市平町
平町（たいらまち）の2011年（平成23年）の四日市市が集計した人口統計では世帯数が438軒、総数が1089人（男性533人、女性556人）である。終戦時の1945年（昭和20年）には、平町の世帯数は20数戸であった。伊勢湾台風の際は流木被害があり、近鉄名古屋線路西側の2軒の家に被害があった。富田一色や松原地区の分家が移住してきて、サラリーマン家庭を中心に他地域からの住民が転入してきた。国道1号沿いの地域は新興の工業地区と住宅地区である。
1929年（昭和4年）に伊勢電鉄の富洲原駅（現在の富洲原保線車両基地）が平町に開設された。1945年（昭和20年）三重郡川越村に富洲原駅（現在の川越富洲原駅）が移転した。飛び地だった富田一色地区の一部と松原地区の一部であった通称町名の松原平町をとって、1966年（昭和41年）に、住所制度での四日市市平町が成立した。東平町自治会と西平町自治会で構成する平町が由来である。旧町名がそのまま使用された。
松原の石取祭では、東平町自治会は松原第3組、東平町自治会は松三祭車で平町の東部、近鉄名古屋線の東側である。「平らな広大な田んぼが広がっていた事」から平町と命名された。平田紡績の経営者だった宗村佐信が建設した邸宅があり、平田紡績の社長を代々務めた宗村家があった。東平町には小規模製網会社が複数ある。西平町自治会は西平町子ども祭車を保有している。西八風町自治会と東八風町自治会は松原第1組である。南側の境界は三重県道26号四日市多度線、東側の境界は国道1号、近鉄名古屋線の西部は西平町自治会で富洲原霊園がある。四日市市平町は近鉄名古屋線の西側の西八風町自治会の北部・西平町自治会全域と近鉄名古屋線の東側は東平町自治会全域・東八風町自治会の北部・新栄町自治会の一部・錦町自治会の一部で構成されている。

### 四日市市富州原町
現在の住所制度の四日市市富州原町（とみすはらちょう）は、昭和41年度に創設された商業地区であり、大字松原（宮町・西元町・東洋町・緑町・千歳町・茶の水町・錦町東部）と大字富田一色の一部（甚五兵衛町）と大字東富田（松ヶ枝町）の一部から編成された。 2011年（平成23年）の四日市市の人口統計では世帯数が268軒、総数が662人（男性304人、女性358人）である。三重郡富洲原町と四日市市富洲原地区の「富洲原」の地名が由来で、区別のために洲を州とした。
緑町はみどり町に住んでいた個人が緑町自治会に寄贈した事によって、一王稲荷神社が創建された。
緑町北部の国道1号沿いの場所には商業施設と障害者施設が立地している。西側の境界は国道1号である。東側の境界は三重県道401号桑名四日市線である。
東洋紡績富田工場（旧宮町自治会）跡地にはイオンモール四日市北（新栄町自治会）が立地する。富田一色地区の甚五兵衛町自治会も富州原町で、四日市市立富洲原小学校・四日市市立富洲原幼稚園・四日市市立富洲原保育園・四日市北部児童館・富洲原地区市民センター（天ヵ須賀地区の富洲園団地の所属）がある。
松原の石取祭では、西元町自治会は（西元町商店街であり西元町祭車）を単独保有している。東洋町自治会は（東洋町商店街であり東洋町祭車）を単独保有している。緑町自治会（松原3組に所属。一王稲荷神社を保有している）かつてはみどり町祭車を単独保有していた。茶の水町自治会は（西元町の祭車）に加盟している。千歳町（千才町自治会ともいう。松原第2組の松二祭車）に所属している。
錦町自治会（松原第2組の松二祭車に所属している）の国道1号の東部で構成される。東西に三重県道505号四日市港松原線が貫通して南北に区分される。かつては、東洋紡績株式会社保有の富田工場社宅で構成された松原宮町自治会が存在していた。東洋紡績株式会社が祭車を購入して、東洋紡績関係者と社員によって祭事が行われていた。東洋紡績社員の減少による社宅の縮小や売却が行われた事によって宮町自治会が消滅し、祭車が廃止された。

## 松原村の歴史
- 奈良時代に聖武天皇が伊勢国に行幸した際に朝明郡の松原村に立ち寄ったという逸話から鎌倉時代に聖武天皇社が鎮座した。聖武天皇の歌に「妹に恋ひ吾の松原みわたせば潮干の潟に鶴鳴き渡る」がある「松原」は、西富田村から松原村の松原町付近である。聖武天皇社にはこの歌碑がある。松原の地名の由来は、地形が「松林のある伊勢湾沿いの海辺の砂浜」であったからである。

- 江戸時代は朝明郡富田六郷の東富田村の枝郷であった。桑名藩領で付近の西富田村・蒔田村・東富田村を通る東海道に近く、また八風街道が八風町付近を通り、富田一色地区と起点に桑名藩領の伊勢国朝明郡（現在の四日市市）と彦根藩領の近江国（米原）を結び交通の便はよかった。「吾の松原」については、安濃の松原（津市安濃地域）や若松の松原（鈴鹿市内）の松原であるなど、複数の説があり、正確な所在地は明らかではない。

- 「松」の名称が付く地名が多いが、富洲原地区の松原町は、万葉集の「吾の松原」から名称の松原村を名付けたといわれている。松原町には、松原公園と聖武天皇社がある。

## 近代史
- 東洋紡績富田工場の進出後に東洋紡元町社宅が四日市富州原町に完成して、3500人近くの女子従業員を収容する女子寮や、東洋紡績宮町社宅や四日市市松原町社宅が現在の四日市松原郵便局付近に建設されて、市街地化が進んだ。しかし、1965年（昭和40年）頃からの繊維不況の影響で富田工場の従業員が減り、松原地区の人口も減少した。平成時代になり1997年（平成9年）に工場が閉鎖されて取り壊されたあと、イオン四日市北ショッピングセンター（イオンモール四日市北と改称）が建設された。東洋紡績富田工場の一部の原綿倉庫を文化財として保存する事となり、レンガ造りの倉庫が一部の構造と内部を改装してそのままレストラン店舗として使用されている。[6][7]

### 年表
- 1889年（明治22年）松原村から朝明郡富洲原村になる。
- 1894年（明治27年）松原地区南部に関西鉄道富田駅が開業する。
- 1917年（大正6年）松原地区南東部に東洋紡績富田工場が操業する。
- 1923年（大正12年）富洲原村から町制が実施され三重郡富洲原町になる。三重郡富洲原町の「大字松原」となる。
- 1929年（昭和4年）地区西部の平町に伊勢電鉄の富洲原駅が開業する。
- 1932年（昭和7年）国道1号線が開通する.
- 1941年（昭和16年）2月11日に、＜大四日市構想＞で三重郡富洲原町が四日市市に合併して（富洲原地区の一部）四日市市松原地区となる。
- 1946年（昭和21年）6月に、高松宮宣仁親王が松原地区の東洋紡績富田工場を視察する。
- 1949年（昭和24年）5月に、三笠宮崇仁親王が松原地区の東洋紡績富田工場を視察する。
- 1951年（昭和26年）11月20日に、昭和天皇が伊勢行幸の1つとして四日市市内の主要工場と天ヶ須賀地区の平田紡績工場と共に松原地区の東洋紡績富田工場を視察する。
- 1941年（昭和16年）から平成時代にかけて四日市市富洲原地区時代に、繊維不況で東洋紡績富田工場の生産が縮小する。富田工場の人員の縮小で従業員の社宅で構成された宮町自治会が廃止される。東洋町商店街・西元町商店街が衰退する。平町自治会・八風町自治会・松武町自治会が新規住民人口の急増で近鉄名古屋線を境界に東西に自治会が分裂する。
- 1997年（平成9年）東洋紡績富田工場が閉鎖される。
- 2001年（平成13年）1月27日に、東洋紡績富田工場跡地にイオン四日市北ショッピングセンター（2011年（平成23年）にイオンモール四日市北に改称）がオープンする。
- 平成末期の平成30年に四日市北警察署が松原町から羽津地区に移転する。四日市北警察署跡地に2021年（令和3年）に防犯施設が設置される。令和4年（2022年）に百五銀行富田支店と富田駅前支店が松原西元町と富田地区から警察署跡地の国道1号沿いに移転する事が決まった。

## 位置
1. 北側には、三重郡川越町の豊田地区と天神町地区が立地する。
2. 北東には、同じ富洲原地区の天ヶ須賀地区が立地する。
3. 東側には、伊勢湾方面に同じ富洲原地区の富田一色地区が立地する。
4. 南側には、富田地区の富田西町自治会などの富田高地区が立地する。
5. 西側には、大矢知地区の西富田町と蒔田地区が立地する。

## 用途地域指定基準・郵便番号
1. 近隣商業地域（四日市市富州原町の住宅地地域である茶の水町自治会・緑町自治会北部・富田一色地区所属の甚五兵衛町自治会と東洋紡績富田工場跡地のイオンモール四日市北の敷地）
2. 商業地域（四日市市富州原町の商店街地域の西元町自治会・東洋町自治会・緑町自治会南部地域から～中部地域・千歳町自治会・錦町自治会の一部・松ヶ枝町自治会の一部）
3. 工業地域と工業地域の跡地（東洋紡績富田工場敷地だった旧松原宮町自治会）
4. 住宅地域（四日市市松原町・平町）[8]

- 松原町（510-8015）
- 富州原町（510-8016）
- 平町（510-8017）

## 松原地区の古い地名
足ヶ坪
大坪
松原地区の小字名の中には、（足ヶ坪）や（大坪）という地名が残っている。この小字名は古い時代（西暦600年代）に実施された条里制の名残りではないかとの説がある。
浜屋敷
塩役
北塩役
塩役米堤通り
- 東洋紡績富田工場宮町一帯の敷地には、（浜屋敷）や（塩役）や（北塩役）などの小字名がつけられて、宮町の東の通りは（塩役運河の西堤）は塩役米堤通りと呼称されていた。塩役の地名から、東洋紡績宮町の塩役付近には運河の船着き場があって、塩や米の積み出しをしていたと推測される。

大字富田一色
- 松原には大字富田一色という地名が各所にある。富田一色出身の伊藤平治郎・初代平田佐次郎・片岡徳松などが、松原地区にある土地の購入した際に、富田一色という住所名で土地の登記をしたためであると推測される。この大字富田一色に富田一色から松原地区の多くの住民が移り住んだ。

小字名で人名が付けられた地名
- 松原に与五郎という地名があり、大字富田一色には、甚五兵衛新田という地名（現在の四日市市富州原町の富田一色地区甚五兵衛町自治会）がある[9]。

## 構成

### 廃止された自治会

#### 宮町自治会（東洋紡績富田工場の社宅地）
（呼び名は「みやまち」。松原の石取祭では宮町祭車。その後西元町祭車に加盟）
- 東洋紡績宮町社宅に住んでいた住民による自治会。かつては東洋紡績保有の宮町自治会が参加する松原石取祭の宮町祭車が存在した。富田工場の内部には女子社員の高等女学校が存在して東棟の講堂と西棟の学院校舎があった。聖武天皇社の（天皇さんの宮）が町名の由来である。東洋紡株式会社の私有地。東洋紡績富田工場の従業員で構成されていた。ガチャマン景気で繁栄した昭和20年代の東洋紡績富田工場は、精紡機は105040錘、より糸機は39200錘、織機は1744台を数えた。2交代で働く東洋紡績富田工場従業員は昭和26年度に4581人となり、宮町自治会の人口は15歳以上が男性人口が約700人で女性人口が約3700人であった。

- 宮町自治会の跡地はサニーハイツ自治会・新栄町自治会・東松武町自治会・西元町自治会の一部として編入された。
- 四日市市松原町社宅の売却で宮町自治会の人口が急減し、1997年（平成9年）の東洋紡績富田工場の閉鎖で元町社宅及び松原宮町自治会が廃止された。

#### 松原元町自治会
（呼び名は「もとまち」。松原の石取祭では西元組祭車）
- フリーマーケットである富洲原四九の市が元町通りで開催される。松原地区の基本の最初の町として元町通りが開発された。東洋町通りと西町通りから富田一色と国鉄富田駅を挟んで松原元町を結んでいた。商店街活性化のために西町自治会と合併して西元町自治会となった。

#### 西町自治会
（呼び名は「にしまち」。松原の石取祭では西元組祭車）
- 明治期から大正期に松原西元町に平田紡績富田一色本社工場があった。百五銀行富田支店・東海銀行富田支店などの金融機関や飲食店などの商店がある繁華街。富田一色の西側にある事から西町という名称となった。松原西町自治会以外に魚屋での看板などでは富洲原西町と呼ばれていた。富田一色地区の海運橋とつながる八風街道の起点の通りで松原地区の最東部で下り坂となっている。銀座のような賑わいから銀座通りと呼ばれて、松原元町と合併して西元町自治会となった、

### 自治会

#### 東洋町自治会
（呼び名は「とうようちょう」。松原の石取祭の所属では東洋町祭車）
- 東洋紡績富田工場正門前の企業城下町。東洋町は東洋紡績富田工場が1917年（大正6年）に紡績工場が操業を開始して以来東洋町を中心に富洲原商店街が形成されて東洋町商店街を中心に1917年（大正6年）6月に会員数165名からなる富洲原商工会が結成された。富洲原商工会の会長には伊藤平治郎。富洲原商工会の副会長には生川平三郎と平田佐矩と加藤正家富洲原町長と土屋東洋紡績富田工場長が就任して発足した。東洋紡績の建設を機会に商工業の町として脱皮発展しようとする意気ごみが表れていた。1919年（大正8年）に、国鉄富田駅の富洲原口が開設されたため、東洋町商店街から→東洋紡績富田工場の間の道を通り→富田町の代官町から→国鉄富田駅へ直接つながるルートが整備されて交通量が増加した。ますます東洋町商店街及び西元町商店街が発展した。富洲原商店街に愛知銀行や四日市銀行と富田一色出張所が開設された。昭和に入り、東洋町から西元町にかけての商店が西栄会という連合会を組織した。東洋紡績の会社名の東洋が由来の商店街である。東洋紡績富田工場勤務の4000人の従業員が付近の松原西元町社宅と松原宮町社宅や寮に居住するようになり、大正時代末期には多くの店が軒を並べて、三重郡富洲原町（現在の四日市市富洲原地区）に富洲原商店街が形成された。夜11時まで商店街の店が開店して若い人や女子工員目当ての男性も多く東洋町商店街に集結していた。店舗は複数の業種が分布していて、以下の種類の店が立地していた。

呉服店、洋品店、米屋、八百屋、魚屋、理髪店、金物店、うどん屋、時計店、宝飾店、化粧品店、小間物店、履物店、菓子店、酒屋、肉屋、料理店、食堂、自転車屋、写真店、映画館
- 1919年（大正8年）には国鉄富田駅に富洲原口が開設された北側のルートが造成された事で、東洋町から→東洋紡績富田工場を通過して→国鉄富田駅に行くルートに道路が建設された。国鉄富田駅に行く連絡道路の両側に東洋紡績富田工場が東側工場と西側工場に分離していて、直接南側へ抜けると国鉄富田駅に貫通しており、富田から→東洋町商店街に行き東洋町から→西元町商店街に行き、西元町から→富田一色地区へ行くルートが富洲原地域の買い物客で賑わった。1500人の従業員がいた平田紡績の労働者が購買する天ヶ須賀から→川越町の天神町商店街へ行き、天神町から→東洋町商店街に行き、東洋町から→国鉄富田駅へ行く購買ルートが創設された。第二次世界大戦中は統制経済で商業活動が停滞していたが、戦後いち早く（東洋町発展会）が結成されて、戦後に同時に発足した（富洲原商店連合会）と表裏一体の協力体制で商店街再建に乗り出した。富田まで東洋紡績富田工場を通過する道路が閉鎖されて、東洋町が袋小路となった事、工場の合理化や繊維不況のため東洋紡績富田工場の従業員が減少したこと、四日市中心部の諏訪栄町商店街との交通が便利となり、購買人口が著しく減少して、富洲原の住民のみの購買力に頼る商店街となった。過去には伊勢湾台風で壊滅的被害があったが、戦後に東洋町発展会が東洋町通りでの歩行者天国の試み、松原の石取祭の際の東洋町発展会による東洋町商店街での夜店の出店の実施、東洋町通りでの戦後のアーケードの創設と平成時代に行ったアーケードの撤去、1992年（平成4年）4月4日の四日市の四日の市にちなんだ記念のイベントを実施した。四日市中町銀座通り商店街と並び三重県下有数の賑わいがあった。別名「銀座町商店街」と呼ばれていた。

#### 緑町自治会
（呼び名は「みどりまち」。松原の石取祭の所属では最初は緑町祭車を単独で保有。その後平町と合同して松三祭車となる）
- ひらがなで「みどり町」ともいう。過去に八千代座劇場（その後映画館となり、その後パラダイス劇場に改築して、四日市岡田家の岡田卓也が経営する岡田屋支店1号店が進出してスーパーオカダヤ富洲原店となり、スーパーミスターベンリ（1989年（平成元年）に一号舘に吸収合併されて、スーパーマーケットの用地を不動産売却した）を経て、現在は4世帯が千歳町自治会で2世帯が緑町自治会に分割された合計6世帯が居住する新興住宅団地）が立地していた。地域出身の個人からの寄贈で一王稲荷神社が創建された。

##### 緑町八千代座
- 大正時代の富洲原には、富田一色豊富町に豊富座、松原緑町に八千代座という2つの劇場があった。開設は豊富座が1908年（明治41年）で富田一色が漁業中心の地域で漁民の娯楽としての開設であるのに対して、八千代座は1920年（大正9年）で松原地区の東洋紡績富田工場の建設で人口が増加して商店街の形成によるものであった。地元の阿竹氏らが貸劇場として建設して、小沢興業などの興行主や芸人の上演やこけら落としの実川延若の新国劇や阪東妻三郎一座などの芝居や浪曲の鈴木米若など一流芸人を呼んだ。劇場は2階建で500人の収容力で御座式でプログラムの売り子がいた。三重郡富洲原町以外の三重郡富田町・三重郡川越村・三重郡大矢知村方面から鑑賞する人が来た。八千代座から→昭和初期に帝国館映画館となり→昭楽座の芝居小屋となり→戦後は太陽劇場の歌手ステージとなり→パラダイス劇場の映画館となり→ジャスコ支店1号店の富洲原店となり→ミスターベンリ株式会社のスーパーとなり→新興住宅団地の順に変遷した[10]。

#### 西元町自治会
（呼び名は「にしもとまち」。松原の石取祭の所属では西元町祭車）
- 西元町は松原西町自治会と松原元町自治会が合併した自治会である。四日市中町銀座通り商店街と並び三重県下有数の賑わいがあり、別名（銀座町商店街）と呼ばれていた。元町通りでは、富洲原四九の市が4・9の付く日の午前中に開催される。西町通り沿いの北側の境界は四日市市立富洲原小学校が立地する甚五兵町自治会に隣接する茶の水川であり、石造りの學校橋が大日本帝国時代の三重郡富洲原町によって昭和時代の初期に建設された。學校橋は富田一色地区の学童の通学路として使用されていた。戦前は精米が盛んだった。

#### 茶の水町自治会
（呼び名は「ちゃのみずちょう」。松原の石取祭の所属では西元町祭車）
- 川越町付近の茶の水町及び緑町北部に寺院が3つ近くあり、天台宗寺院で不思議な仏教力があるとされている不思議山延命寺がある。 上流が朝明川から汲まれる四日市市松寺地区の農業用水で、川越町豊田地区で川となりと茶の水町を通り、下流が富田一色地区の甚五兵衛町で富洲原港に流れる清流の（茶の水川）が由来である。支流が松原平町から甚五兵衛町に流れる。

#### 千歳町自治会
（呼び名は「ちとせまち」。松原の石取祭では松二祭車）
- 千才町ともいう。住所制度では富州原町で松二に所属している。三重郡富洲原町が（千歳）の意味で命名した。

#### 錦町自治会
（呼び名は「にしきまち」。松原の石取祭の所属では松二祭車）
- 松原町・平町・富州原町に分布する町で国道1号が南北を貫通して、三重県道26号四日市多度線と三重県道505号四日市港松原線が東西を貫通する。松二所属。三重郡富洲原町が（錦）の意味で命名した。

#### 新栄町自治会
（呼び名は「しんさかえまち」。松原の石取祭の所属では松二祭車）
- 新しく栄える町の意味で（新しい栄町）や（新しい東洋町）が町名の由来である。東洋紡績富田工場は旧宮町自治会所属だったが、跡地の富州原町のイオンモール四日市北は新栄町自治会所属である。

#### サニーハイツ自治会
（呼び名はサニーハイツ。松原の石取祭の所属では松二祭車）
- 松原宮町自治会だった敷地。東洋紡績富田工場の跡地。東洋紡績の松原町社宅だった5階建てのマンションを改装した宮町自治会跡地の中古マンションによる自治会である。

#### 本松町自治会
（呼び名は「ほんまつちょう」。松原の石取祭の所属では松一祭車）
- 本松町は（松原本町）の意味である。

#### 東八風町自治会
（呼び名は「ひがしはっぷうちょう」。松原の石取祭の所属では松一祭車）
- 八風街道沿いの町である。四日市市営の小規模な公園（八風公園）がある。八風町の住宅化で人口が急増した事から東西に分裂した八風町の東部の自治会である。近鉄名古屋線の東側である。

#### 西八風町自治会
（呼び名は「にしはっぷうちょう」。松原の石取祭の所属では松一祭車）
- 八風町の住宅化で人口が急増した事から東西に分裂した八風町の西部の自治会である。近鉄名古屋線の西側である。八風町は四日市市と滋賀県を結ぶ八風街道が松原村を通っていた事が由来である。近鉄名古屋線を境界に東西に自治会が分裂した。昔町内の大部分を占めていた田んぼなどの農地がわずかに残っている。

#### 東平町自治会
（呼び名は「ひがしたいらまち」。松原の石取祭の所属では松三祭車）
- 平町の住宅化で人口が急増した事から東西に分裂した平町の東部。近鉄名古屋線の東側である。平らな広大な田んぼが広がっていた事から平町と命名された。平田紡績の経営者だった宗村佐信が建設した邸宅があり、平田紡績の社長を代々務めた宗村家があった。東平町には小規模製網会社が複数ある。1976年（昭和51年）の自治会調査では102戸である。

#### 西平町自治会
（呼び名は「にしたいらまち」。松原の石取祭の所属では西平町祭車）
- 平町の住宅化で人口が急増した事から、1974年（昭和49年）に平町は東西に分裂して西側が分離して（平西町）となった。その後（西平町）と改称した。住所制度で四日市市平町となっている。近鉄名古屋線を境界に東西に自治会が分裂した。平成時代になり、松原の石取祭では、最初は緑町・東平町と共に松三の一員であり、東平町から近鉄名古屋線を越えて西平町に松三祭車が往来していた。松三の一員から東洋町祭車の加盟となり、東洋町から独立して西平町単独で西平町こども祭車を保有した。1976年（昭和51年）の自治会調査では101戸である。昔町内の大部分を占めていた田んぼなどの農地がわずかに残っている[11]。

#### 東松武町自治会
（呼び名は「ひがししょうぶまち」。松原の石取祭の所属では松一祭車）
- 旧松原宮町自治会であった国道1号沿いの四日市北警察署から松原公園・東洋紡績社宅跡地の住宅地を編入した区域と、本松町と共に松原本村であった住宅地域である。他地域の人から（ひがしまつたけちょう）と誤読される。松武町の住宅化で人口が急増した事から東西に分裂した松武町の東部の自治会である。近鉄名古屋線の東側である。

#### 西松武町自治会
（呼び名は「にししょうぶまち」。松原の石取祭の所属では松一祭車）
- 松武町の住宅化で人口が急増した事から東西に分裂した松武町の西部の自治会である。近鉄名古屋線の西側である。松武町は（松原聖武天皇町）の意味。近鉄名古屋線を境界に東西に自治会が分裂した。昔町内の大部分を占めていた田んぼなどの農地がわずかに残っている。

#### 松ヶ枝町自治会
（呼び名は「まつがえちょう」。松原の石取祭の所属では松二祭車）
- 東海旅客鉄道と三岐鉄道富田駅がある富田地区に隣接する。富田駅前に庚申社と伝わる祠がある。庚申社は戦国時代に織田信長が富田の一本松に上陸して茂福城を攻めた末、討ち死にした織田信長配下の武将を祭って道祖神とした神社である。武将の名は伝わっていない。松ヶ枝町は（松がある枝の町）の意味である。